# Akshardham w Robbinsville
Akshardham w Robbinsville (hindi: अक्षरधाम मंदिर) – hinduistyczny kompleks świątynny w hrabstwie Mercer, stan New Jersey, USA. Nawiązuje do tradycyjnej hinduskiej architektury. Po ukończeniu ma być jedną z największych hinduistycznych świątyń w Ameryce i na świecie.
Świątynia, której pełna nazwa "Swaminarayan Akshardham" odnosi się do wiecznej siedziby Swaminarajana, twórcy nurtu Swaminarayan zaliczanego do wisznuizmu. Budowę świątyni nakazał w 1997 r. przywódca największej organizacji tego nurtu BAPS Pramukh Swami Maharaj, prace rozpoczęto w 2010 r., a 10 sierpnia 2014 r. ukończono świątynię (mandir). Obecnie nadal w budowie jest główna świątynia Mahamandir i centrum dla zwiedzających, gdzie ma się mieścić wystawa poświęcona historii i kulturze Indii. 
Mandir jest zbudowany z ręcznie rzeźbionego włoskiego białego marmuru z Carrary oraz tureckiego i indyjskiego wapienia według wytycznych, zawartych w starożytnych pismach hinduskich. Jest to parterowy budynek, w którego wnętrzu znajdują się misternie rzeźbione kolumny, sufity i ściany. Również zewnętrzne ściany świątyni są bogato zdobione rzeźbieniami. Głównym posągiem kultowym jest podwójne murti Swaminarajana i jego ucznia Gunatitananda Swamiego. Ponadto znajdują się tu posągi bóstw: Rama-Sita, Kryszna-Radha, Śiwa-Parwati oraz Hanuman i Ganeśa. Ze względu na surowy klimat New Jersey, który mógł zniszczyć delikatne, marmurowe rzeźbienia, świątynia znajduje się w dużym budynku, ochraniającym ją przed wpływami pogody. Budynek ma 12,8 m wysokości, 40,54 m długości i 26,52 m  szerokości. Wejście prowadzi przez bogato zdobioną rzeźbieniami Bramę Pawią (Mayur Dwar). Ceremonia poświęcenia pierwszej kolumny budowanej głównej świątyni (Mahamandir) odbyła się w 2017 r. 

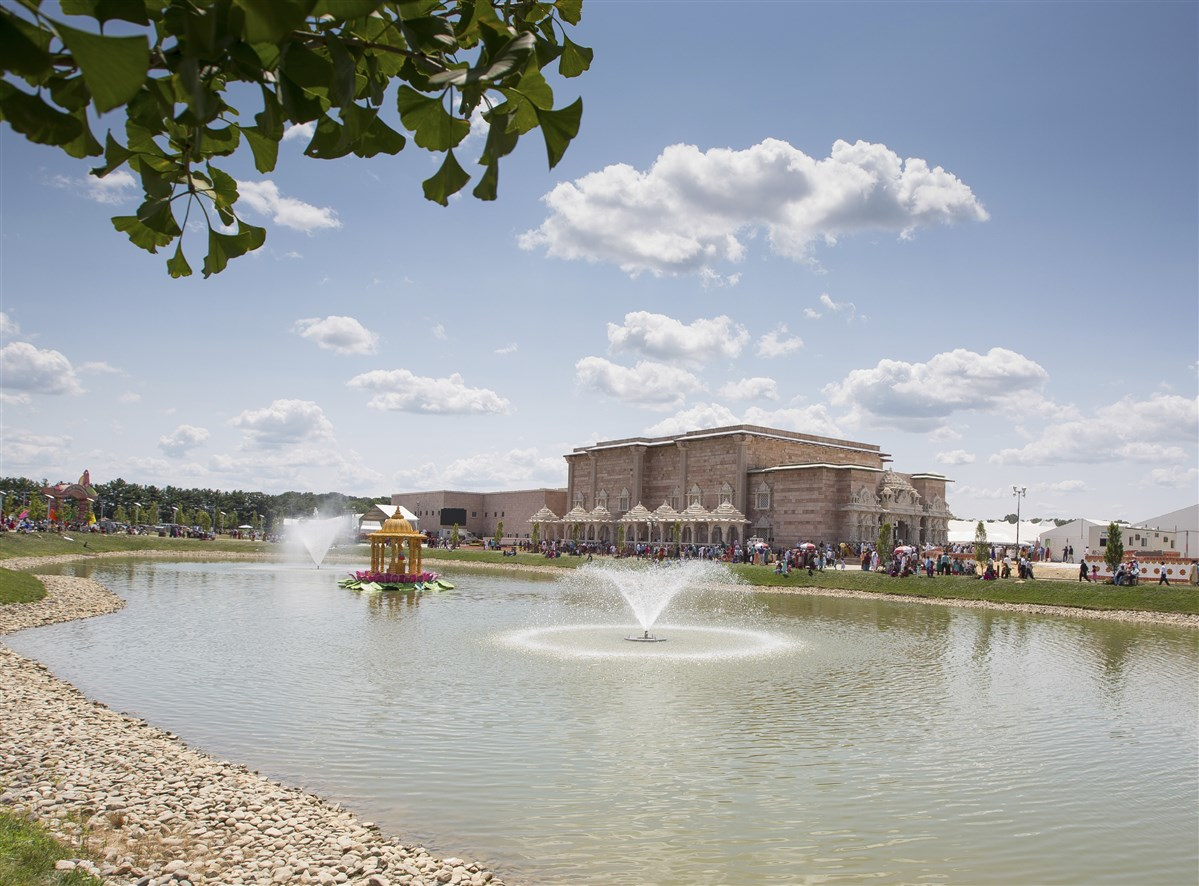
widok ogólny
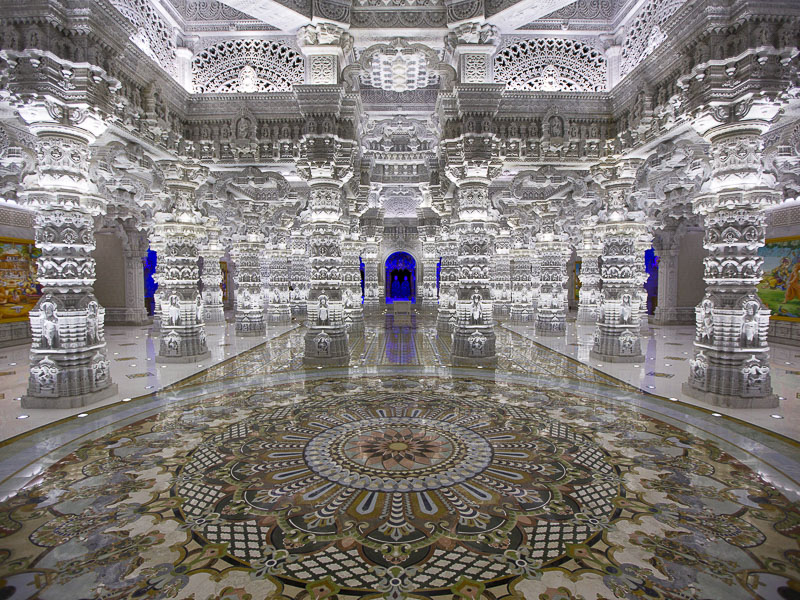
wnętrze
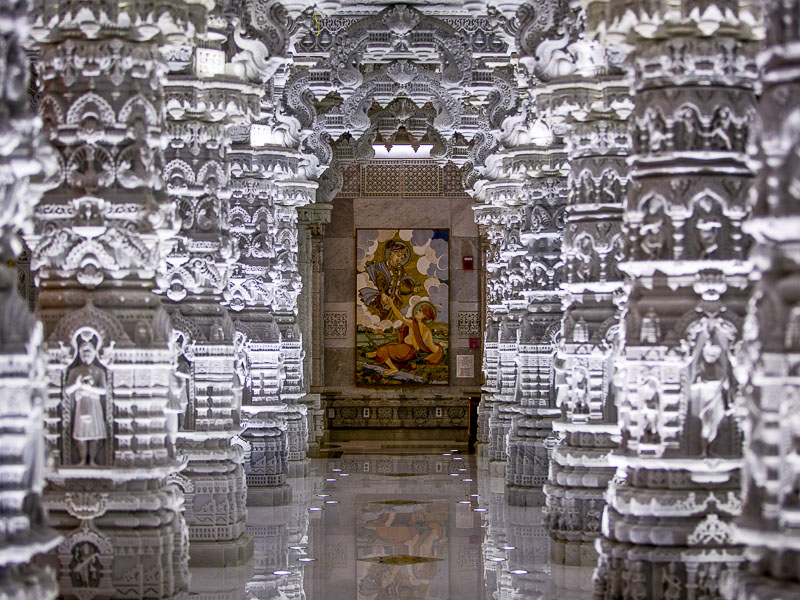
rzeźbione kolumny
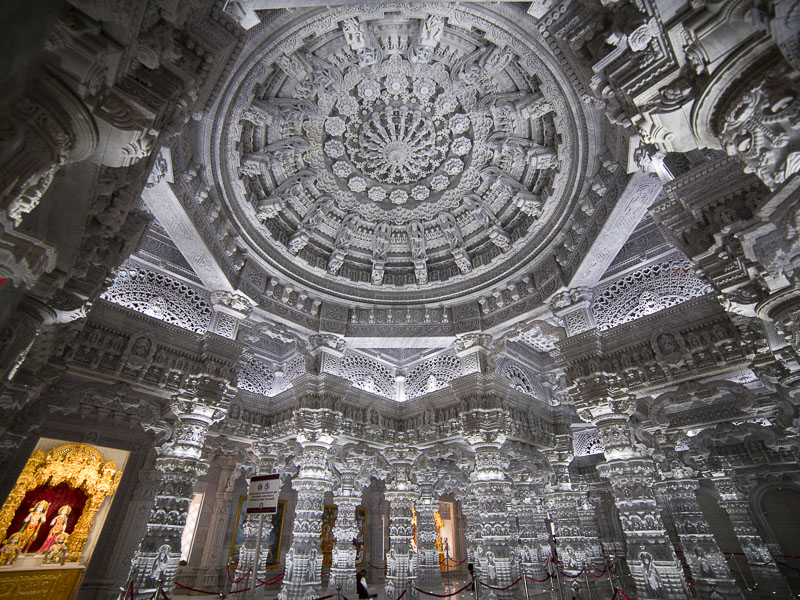
kopuła wewnątrz świątyni
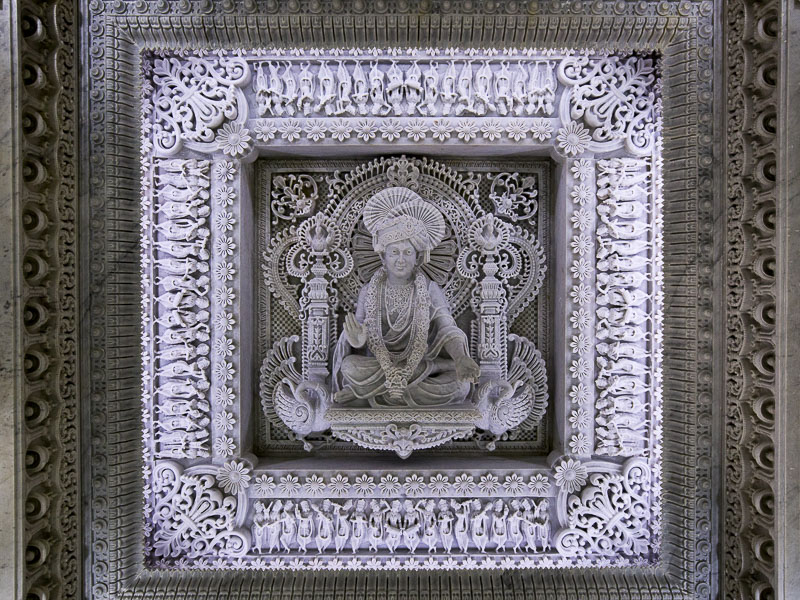
płaskorzeźba "Swaminarajan"